# میگل آنخل بنیتو
میگل آنخل بنیتو (اسپانیایی: Miguel Ángel Benito‎؛ زادهٔ ۲۱ سپتامبر ۱۹۹۳) دوچرخه‌سوار اهل اسپانیا است.
از باشگاه‌هایی که در آن رکاب زده‌است می‌توان به کاخا رورال-سگوروس رخا، و کاخا رورال-سگوروس رخا، اشاره کرد.